# 1788 en architecture
| Années de l'architecture : 1785 - 1786 - 1787 - 1788 - 1789 - 1790 - 1791    |
| Décennies de l'architecture : 1750 - 1760 - 1770 - 1780 - 1790 - 1800 - 1810 |

Cet article présente les faits marquants de l'année 1788 en architecture.

## Réalisations
- Allemagne : début de la construction de la Porte de Brandebourg à Berlin (fin en 1791).
- Espagne : première rénovation de l'arc de Berà à Roda de Berà[1].
- France :
  - Surélévation du phare de Cordouan, construit sous le règne d'Henri IV au large de Royan, sur un projet du chevalier de Borda et de Claude Jean-Baptiste Jallier de Savault, exécuté par l'ingénieur Joseph Teulère avec l'appui de l'architecte bordelais Louis Combes.
  - Début de la construction à proximité de la Bastille à Paris de l'hôtel de Beaumarchais par Paul Guillaume Lemoine le Romain (fin en 1790).
- Roumanie : Palais Brukenthal à Sibiu.

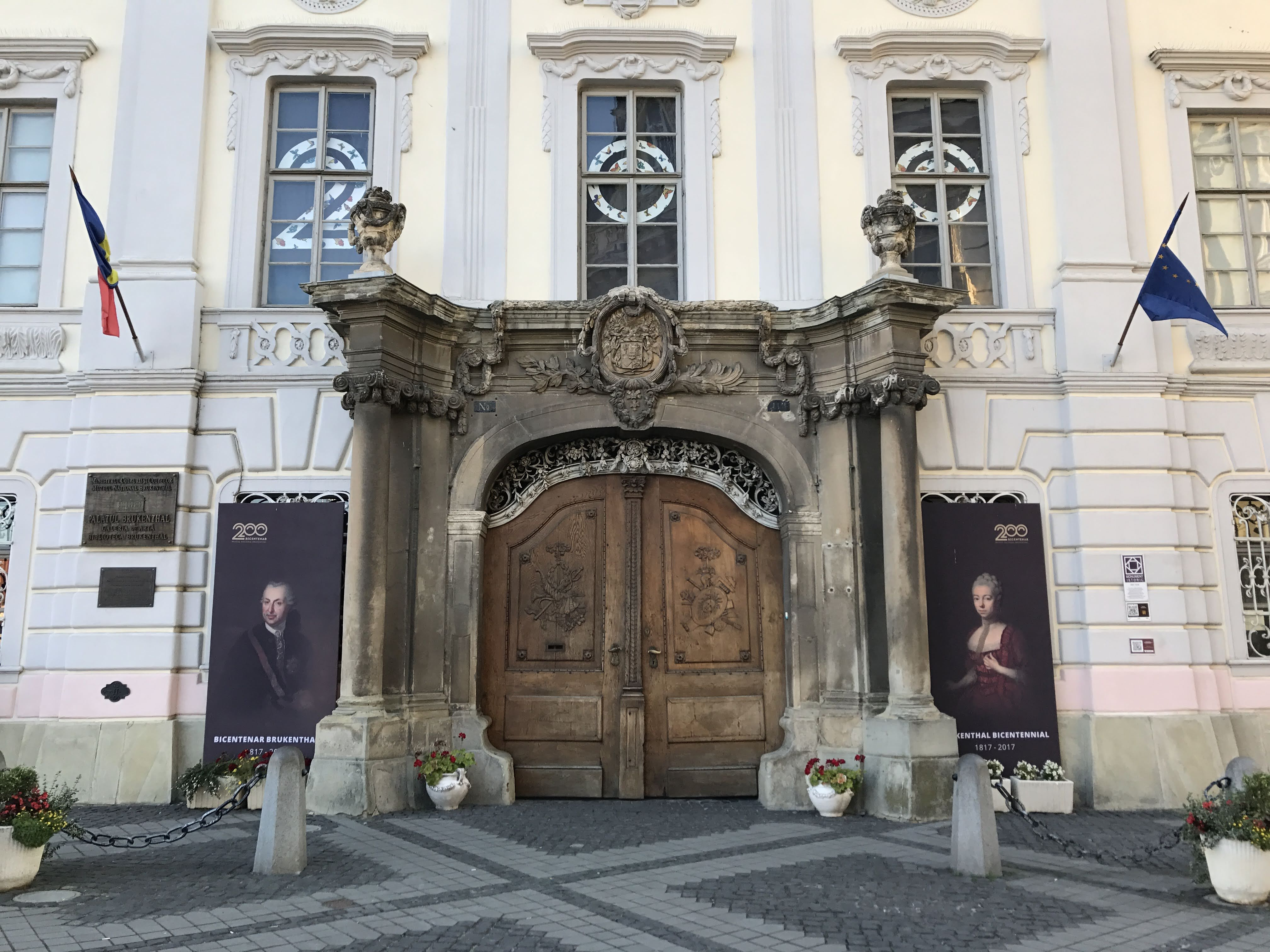
Portail du Palais Brukenthal.

## Événements
- x

## Récompenses
- Prix de Rome : Jean Jacques Tardieu et Jean-Baptiste Faivre.

## Naissances
- x

## Décès
- x